# Štrbavý
Štrbavý (polsky Szczerbawy, 2144 m n. m.) je hora ve slovenské části Západních Tater. Nachází se v jihovýchodní rozsoše vrcholu Baranec (2185 m) mezi samotným Barancem a Malým Barancem (2044 m). Jihozápadní svahy spadají do závěru Trnovské doliny zvaného Studničky. Opačné severovýchodní svahy klesají do Jamnícké doliny. Na této straně se nacházejí dva výrazné žlaby pojmenované Máseľňa a Pusté.

## Přístup
- po zelené  turistické značce z vrcholu Baranec nebo od ústí Jamnícké doliny

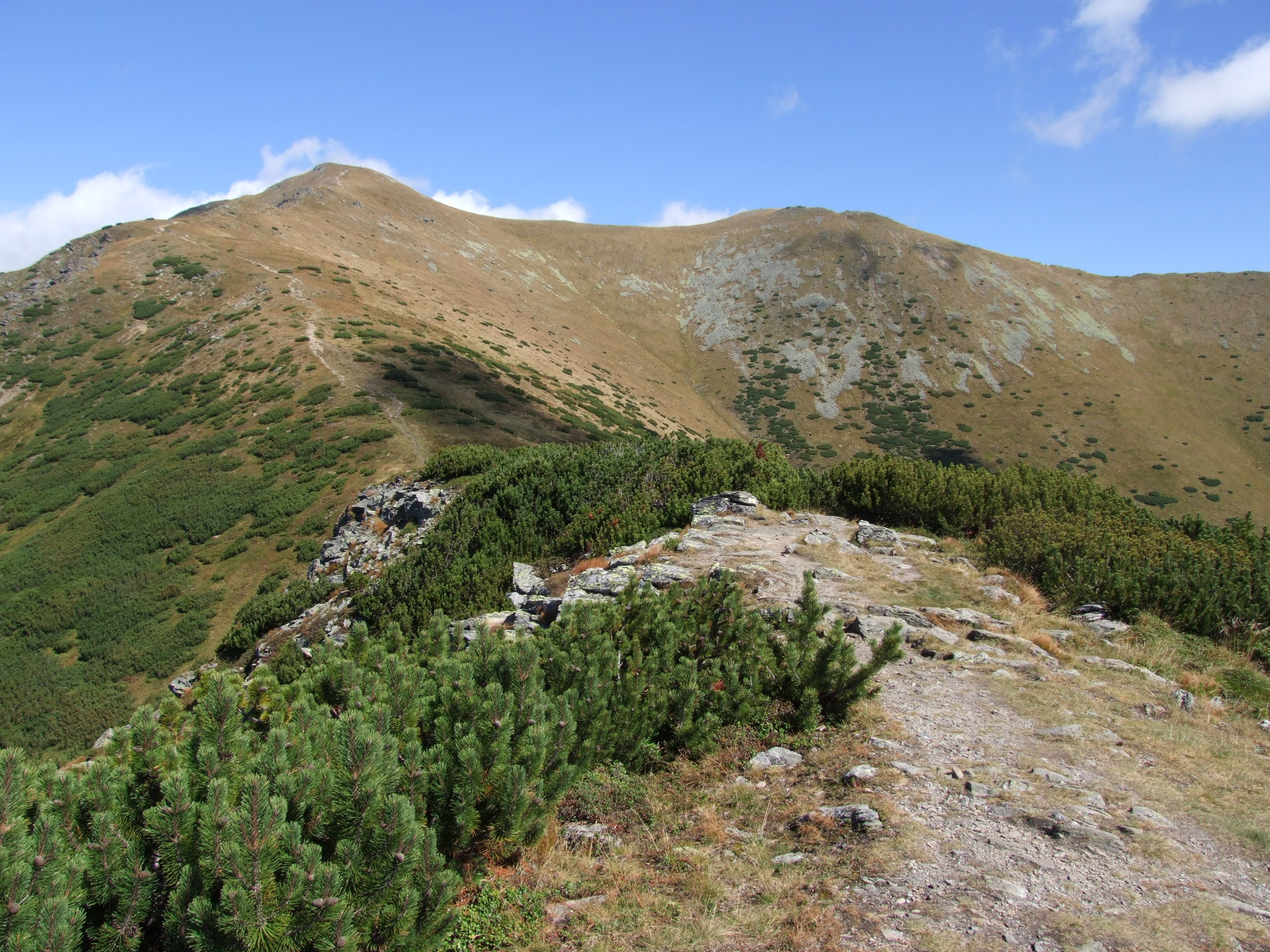
Baranec a Štrbavý